# Estação Strogino
Strogino (em russo:  Строгино) é uma das estações da linha Arbatsko-Pokrovskaia (Linha 3) do Metro de Moscovo, na Rússia. Estação «Strogino» está localizada entre as estações «Miakinino» e «Krylatskoie».